# Temporada d'eclipsis

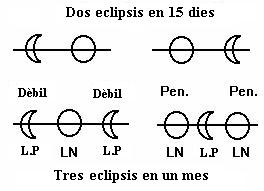
Esquema de les temporades d'eclipsis

La temporada d'eclipsis és el període de l'any durant el qual la línia dels nodes de la Lluna se situa en la direcció Terra-Sol, cosa que permet que es produeixin eclipsis. Dura 173,1 dies que són aproximadament 6 mesos.
Perquè hi haja un eclipsi, el Sol ha d'estar en les proximitats d'un node de la Lluna. S'ha vist que al voltant de cada node hi ha una regió de 31º,48 on l'eclipsi és segur, flanquejat per dos regions de 1º,7 on l'eclipsi és possible. Ara bé, en un mes lunar el Sol es desplaça respecte al node, tenint en compte la retrogradació del node, 30º,67.
En conseqüència, cada mig any:
El Sol no pot travessar la zona perillosa d'eclipsi, al voltant de cada node, sense ser eclipsat almenys una vegada.
Tot pas del Sol a través d'un node va acompanyat necessàriament, almenys, de dos eclipsis amb 15 dies d'interval, un en cada node, un de Sol i un altre de Lluna en qualsevol ordre. Pot ocórrer que l'eclipsi succeïsca al principi de la zona perillosa (eclipsi dèbil) de manera que al mes torne a haver-hi un altre eclipsi dèbil del mateix tipus. Al mig i en l'altre node es produirà un eclipsi total de tipus contrari. En un mes lunar ocorren tres eclipsis. Les dos possibilitats s'esquematitzen en la imatge. Com l'any d'eclipsis dura 346,620 dies, l'estació d'eclipsis, cada any retrocedeix en el calendari, i arriba a ocórrer en qualsevol parell de mesos de l'any, sempre separats 6 mesos.